# Barrage de Çataltepe
 (janvier 2014).
Le barrage de Çataltepe est un barrage prévu dans le projet d'Anatolie du Sud-est du gouvernement de  Turquie.

## Sources
- (tr) https://web.archive.org/web/20130626015147/http://www.gap.gov.tr/file-includes/Gap-Son-Durum-2012.pdf